# Казе дел Пјано (Сондрио)
Казе дел Пјано је насеље у Италији у округу Сондрио, региону Ломбардија.
Према процени из 2011. у насељу је живело 111 становника. Насеље се налази на надморској висини од 366 м.